# Derecho consuetudinario
Derecho consuetudinario, también llamado usos o costumbres, es una fuente del derecho. Son normas jurídicas que no están escritas pero se cumplen porque en el tiempo se ha hecho costumbre su cumplimiento; es decir, se ha hecho uso de esa costumbre que se desprende de hechos que se han producido repetidamente, en el tiempo, en un territorio concreto. Tiene fuerza y se recurre a él cuando no existe ley (o norma jurídica escrita) aplicable a un hecho. Conceptualmente, es un término opuesto al de derecho escrito. Se diferencia de la jurisprudencia en que, si bien ambas se respaldan por hechos anteriores, en el caso de esta última se trata de una resolución judicial (iure), y no una práctica arraigada (facto), la que da origen al proceder jurídico posterior.
También es considerado un sistema jurídico, como lo son el derecho continental y el derecho anglosajón (common law). Incluso en algunos países coexiste con ellos.
Un ejemplo de esto es la Constitución no escrita de Inglaterra, cuyas fuentes del derecho se pueden encontrar en grandes textos históricos como la Carta Magna (1215), la Petición de Derechos (1628), el habeas corpus (1679), la Carta de Derechos (1689) y el Acta de Establecimiento (1701).

## Requisitos
El origen del derecho consuetudinario se sitúa en los mismos orígenes de lo que entendemos por sociedad. Sin embargo, la doctrina actual identifica tres elementos para que una conducta califique como costumbre y tenga efectos jurídicos:
1. Uso repetitivo y generalizado. Solo puede considerarse costumbre un comportamiento realizado por todos los miembros de una comunidad. Se debe tener en cuenta que cuando hablamos de comunidad, lo hacemos en el sentido más estricto posible, aceptando la posibilidad de la existencia de comunidades pequeñas. Asimismo, esta conducta debe ser una que se repite a través del tiempo, es decir, que sea parte integrante del común actuar de una comunidad. Difícilmente se puede considerar costumbre una conducta que no tiene antigüedad; una comunidad puede ponerse de acuerdo en repetir una conducta del día de hoy en adelante pero eso no la convierte en costumbre, la convierte en ley.
2. Conciencia de obligatoriedad. Todos los miembros de una comunidad, deben considerar que la conducta común a todos ellos tiene una autoridad, de tal manera que no puede obviarse dicha conducta sin que todos consideren que se ha violado un principio que regulaba la vida de la comunidad. En ese sentido, es claro que existen conductas cuyo uso es generalizado y muy repetitivo pero que no constituyen costumbre en tanto no tienen emparejado el concepto de obligatoriedad. Eso diferencia al derecho de la moral y la religión.
3. La antigüedad. Se da por la práctica de la costumbre a muy largo plazo, es objetiva, y es un requisito importante puesto que al no ser cumplida algún magistrado puede considerarla una simple costumbre social y no jurídica.

Estos tres requisitos son indispensables para que exista un derecho consuetudinario porque de no cumplirse alguno de ellos solo hablamos de una costumbre social no jurídica.

## Respaldo de la fuerza del Estado
No debe confundirse que la costumbre jurídica se torna jurídica por la acción del Estado al respaldarla, simplemente es que esto sucede porque lo jurídico lo tiene la propia costumbre. El respaldo del Estado consolida el marco legal de la costumbre, así como el cumplimiento de esta en forma correcta y obligatoria.

## Respaldo legal en el Estado peruano
La Constitución Política del Perú de 1993, respalda al Derecho Consuetudinario en el artículo 149, reconociendo que al ser un País multicultural, los pueblos nativos puedan ejercer el derecho consuetudinario siempre y cuando no afecte los derechos del resto, de la misma manera lo menciona en el artículo 139 inciso 8, da una referencia acerca de todo los vacíos legales, el mismo caso pasa en el Código Civil, caso contrario sucede en el Código Penal, ya que en dicho código solo la ley respalda al código penal, el error de apreciación culturalmente condicionado del artículo 15 del Código Penal peruano. 
También es importante determinar que en el artículo 18 inciso 3 del Código Penal, establece que la jurisdicción penal ordinaria no es competente para conocer 3.- de los hechos punibles en los casos previstos en el artículo 149 de la Constitución.
Respecto al Servinacuy, esta costumbre es reconocida en el artículo 5 de la Constitución, y ha sido desarrollada en el Código Civil, hoy la convivencia genera herencia, pensiones y derechos que son herencia del servinacuy Inca.
El derecho consuetudinario, basado en prácticas sociales, es decir, la costumbre se encuentra en muchas disciplinas, como en el derecho comercial, desde hace varios siglos. Muchos juristas reconocen la importancia de la «costumbre» en la sociedad, particularmente en la influencia que tiene frente a las reformas legislativas referidas a la conducción de predios, sistemas de tenencia de tierras y varias formas de acceso a la propiedad, por citar algunos ejemplos de la vida de las poblaciones. La familia ancestral peruana tiene también una institución que ha llamado la atención de los científicos sociales del mundo entero, denominada en el idioma quechua imperial “servinacuy”. Es así que la sociedad peruana, con tantas diversidades culturales, conserva instituciones del «derecho consuetudinario», muchas de las cuales no han sido tomadas en cuenta por la legislación nacional. Además, debe tenerse presente que en la fecha se habla 47 idiomas en el Perú, en comunidades que no todas tienen vinculación con las ciudades y centros de estudios. Esa es la situación general que ha originado el presente estudio.

## Origen
El origen de una costumbre es sencillamente la sociedad. Las sociedades antiguas regían sus conductas mediante la costumbre y tradición, esta crece y se requiere de tener una norma escrita a la que le llamamos ley y lo cual es válido solo en nuestro sistema jurídico, el germánico romano (Perú, Alemania, Italia, Argentina, México, España y Francia).

## Buenas costumbres
Si se trata de entender qué costumbres son "buenas" o correctas se tienen que tomar en cuenta las exigencias de las reglas morales dentro de la convivencia social. La axiología es la rama que determina si una costumbre es buena o mala. Los valores no pueden cambiar, pero la moral, el hecho de cómo riman los valores, eso puede modificarse con el tiempo, con el lugar, con el órgano que juzga; es la moral quien permite ver actitudes, rechazadas antes, aceptadas hoy en día, y viceversa, y entonces la ley debe cambiar para adecuarse a la sociedad.